# Fritz H. Eriksson
Fritz Herman Eriksson, född 19 november 1889 i Stockholm, död 8 februari 1970 i Stockholm, var direktör vid Olsson & Rosenlund och en pionjär för konst i offentlig miljö.

## Utbildning
Eriksson avlade ekonomisk examen, som en i den första kullen av utexaminerade från Handelshögskolan i Stockholm 1911, och erhöll titeln Diplomerad från Handelshögskolan i Stockholm (DHS).

## Karriär
Fyra år senare anställdes Eriksson vid Olsson & Rosenlund, där han från 1920-talet under flera decennier var ansvarig för företagets markexploatering och fastighetsförsäljning. Byggnadsmaterialföretaget Olsson & Rosenlund hade stora markinnehav i vad som nu är Stockholmsstadsdelarna Örnsberg, Hägersten, Mälarhöjden, Hägerstensåsen och Västertorp samt i Sollentuna kommun.
I samband med fastighetsförsäljningen i de nya efterkrigsstadsdelarna Hägerstensåsen och Västertorp,  för vilka företaget också medverkade i stadsplaneringen, såg Fritz H. Eriksson till att medel avsattes för offentlig konst. Beträffande Hägerstensåsen engagerade sig Olsson & Rosenlund och Fritz H. Eriksson också för att få till stånd ett medborgarhus efter samtida modell från Storbritannien. Medlen förvaltades av Hägerstens Kulturella förening, vars initiativtagare han var. Föreningens mest uppmärksammade insats var att inköpa 16 skulpturer för placering i Västertorp inför invigningen av den nya stadsdelen 1955. Dessa donerades till Stockholms stad. Urvalet sköttes av en kommitté under Fritz H. Erikssons ledning och med Stig Blomberg som konstnärlig huvudrådgivare.
Under 1930-talets ekonomiska kris bildade en grupp konstnärer föreningen Färg och Form för att ge konstnärerna ökade intäktsmöjligheter. Fritz H. Eriksson skötte även den ekonomiska sidan av föreningen, och hade efter ett par år också som verkställande direktör ansvar för driften av Aktiebolaget Färg och Form.
Fritz H. Eriksson var tillsammans med hustrun, skådespelerskan Jessie Wessel, betydande samlare av samtida svensk konst, varav huvuddelen donerades till Nationalmuseum. Han var också mellan 1944 och 1961 ledamot av Statens konstråd, den statliga myndighet som svarar för konstnärlig utsmyckning av statliga byggnader.
Eriksson är begravd på Bromma kyrkogård.